# Rudolf Alfred Höger

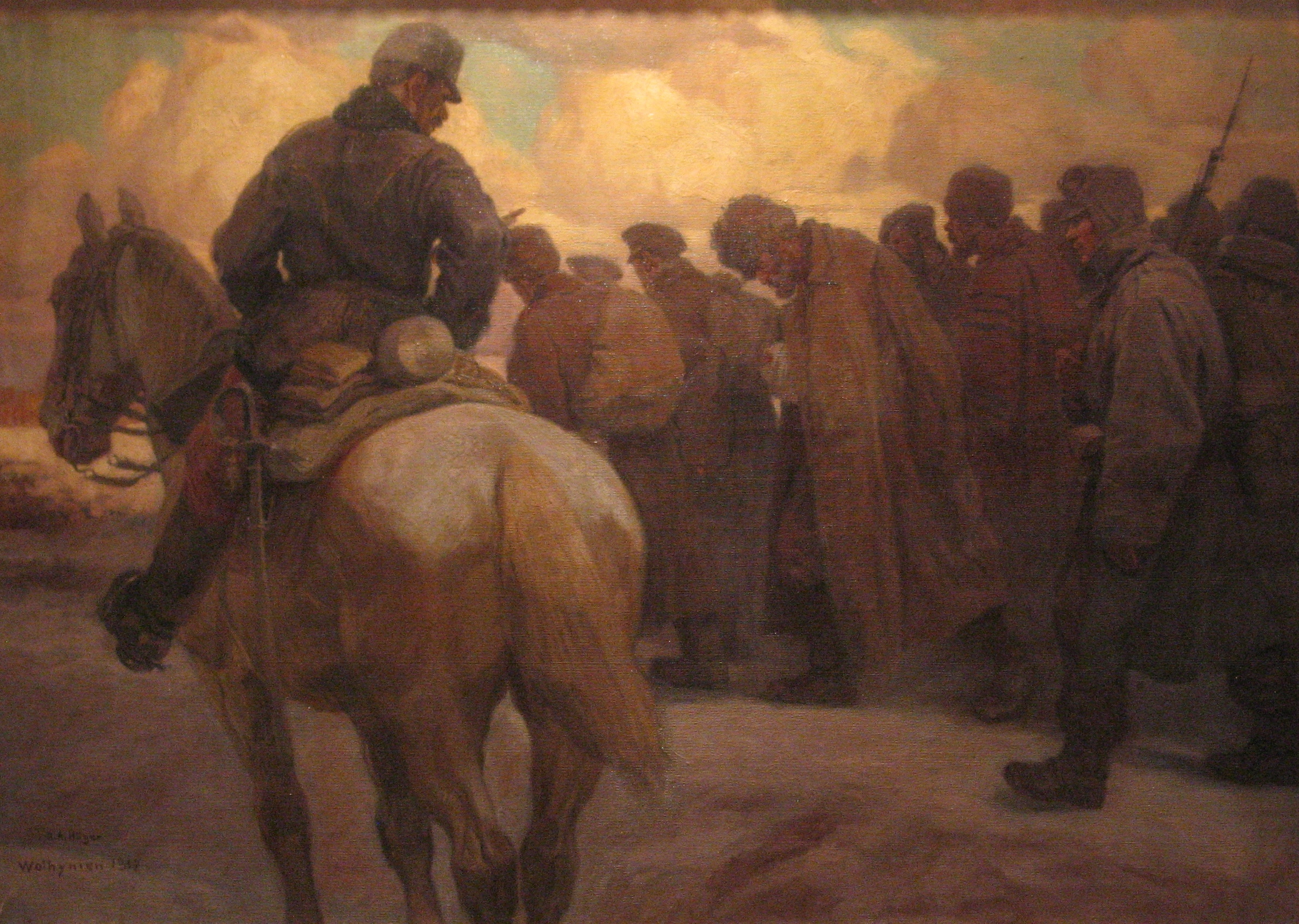
Nach dem Vorstoß, Russische Kriegsgefangene, 1917

Rudolf Alfred Höger (* 12. Februar 1877 in Proßnitz, Mähren; † 7. November 1930 in Wien) war ein österreichischer Genre- und Kriegsmaler.

## Leben
Höger widmete sich vorwiegend der Genremalerei, so malte er zahlreiche Szenen aus dem Alten Wien mit romantischen Bezeichnungen wie etwa „Beim Heurigen in Grinzing“, „Susanne und die beiden Alten“, „Gaudeamus Igitur“, „Obstmarkt in Venedig“, „Picknick in Dürnstein“ oder „Im Maien“. Ansonsten ist wenig Biografisches über Rudolf Adolf Höger bekannt. 
Als gesichert scheint, dass er während des Ersten Weltkrieges, zumindest in den Jahren von 1914 bis 1917, Mitglied der Kunstgruppe im k.u.k. Kriegspressequartier war. Dort entstanden zahlreiche Arbeiten, welche sich heute in den Sammlungen des Wiener Heeresgeschichtlichen Museums befinden. Diese Ölgemälde entstanden hauptsächlich an der russischen Front und an der Balkanfront.

## Werke (Auszug)
- Nach dem Vorstoß, Russische Kriegsgefangene, 1917, Öl auf Leinwand, ca. 100 × 140 cm, Heeresgeschichtliches Museum, Wien